# 이치바역 (효고현)
이치바역(일본어: 市場駅, いちばえき)은 일본 효고현 오노시에 있는 고베 전철 아오 선의 역이다. 역 번호는 KB56이다.

## 역사
- 1951년 12월 28일: 미키후쿠아리바시(현, 미키) ~ 전철 오노(현, 오노) 역간 연장 개통으로 전철 이치바역으로 영업 개시.
- 1988년 4월 1일: 이치바역으로 역명 변경.
- 1990년 11월 1일: 역 구내의 보선기지 및 차량 반입소 준공.

## 역 구조
단선 승강장 1면 1선의 지상역이다. 승강장 유효 길이는 4량으로 역 서쪽에는 보선기지 및 차량 반입소가 있다. 과거에는 이 곳에 화물선이 있었는데, 그 철거지를 활용하는 형태로 설치되었다.
아오 방향에 가건물의 역사가 있고, 개찰기가 1반 과승 요금 징수기와 매표기가 1기씩 설치되어 있다. 2007년 3월 31일의 다이어 개정부터 PiTaPa가 도입되었다.
연선 광 네트워크에 접속된 역무 원격 시스템이 도입되어, 센터 역에서 자동 매표기, 자동 개찰기, 자동 정산기, 비디오 카메라, 인터폰, 셔터가 원격 조작된다. 이로 인하여, 역무원의 순회역으로, 구내 매점도 설치되지 않았다.
현재, 고베 전철 차량의 반입은 가와사키 중공업 효고 공장에서 본 역과 인접한 보선기지에 트럭을 사용하여 반입되고 있다. 예전에는 산다역까지 갑종 수송에 의하여 반입되었었다.

## 역 주변
상점은 없고 주택은 다소 있다. JR 가코가와 선의 이치바 역은 가코 강을 끼고 한참 떨어진 위치에 있다.

## 사진

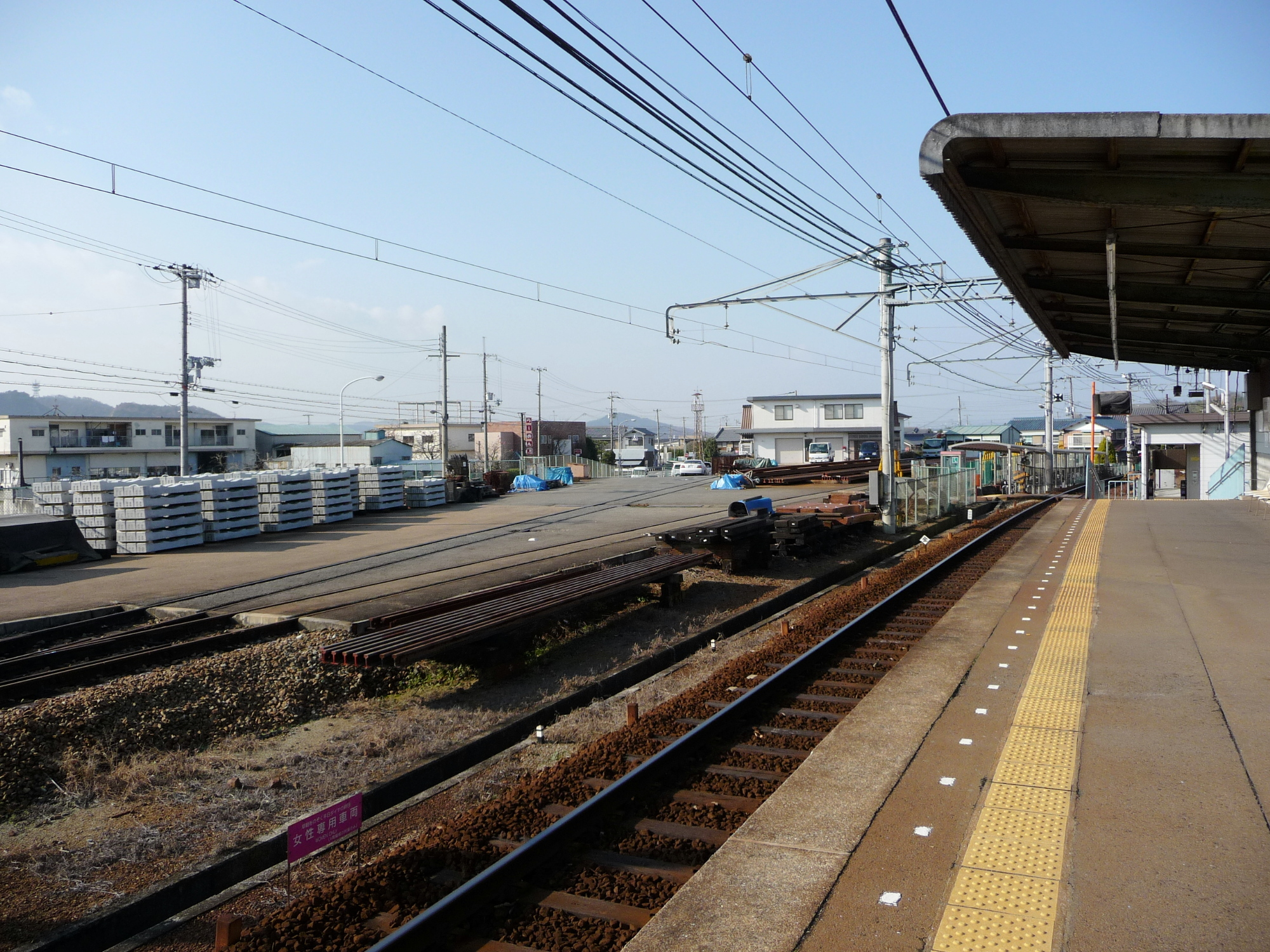
역과 인접한 보선기지 및 차량 반입소

## 인접역
| 고베 전철 아오 선           | 고베 전철 아오 선           | 고베 전철 아오 선   |
| --------------------------- | --------------------------- | ------------------- |
| KB55 가시야마 신카이치 방면 | ■ 쾌속 ■ 급행 ■ 준급 ■ 보통 | 오노 KB57 아오 방면 |